# Neurolaena lobata
Neurolaena lobata là một loài thực vật có hoa trong họ Cúc. Loài này được (L.) R.Br. ex Cass. mô tả khoa học đầu tiên năm 1825.